# Eva Rorandelli
Eva Rorandelli (Firenze, 17 giugno 1976) è un'artista e pittrice italiana.

## Biografia
Ha studiato pittura alla Accademia di belle arti di Firenze, prima di trasferirsi a New York City in 1999 dopo aver vinto un fellowship alla Woodstock School of Art di Woodstock.
Successivamente i suoi dipinti sono stati esposti al Lincoln Center for the Performing Arts in New York, sede del Metropolitan Opera, New York City Ballet, e New York Philharmonic Orchestra, in una collettiva organizzata dal Art Students League of New York. Rorandelli produce dipinti di grandi dimensioni riconducibili alla corrente artistica neo-figurativa ed installazioni video.
Le sue opere sono state esposte in numerose esposizioni di gruppo ed individuali negli Stati Uniti e in Italia, recentemente alla Galleria civica d'arte moderna e contemporanea di Torino e alla Fondazione D'Ars, Milano. Vive e lavora a New York e Firenze.